# Schleesen (Kemberg)

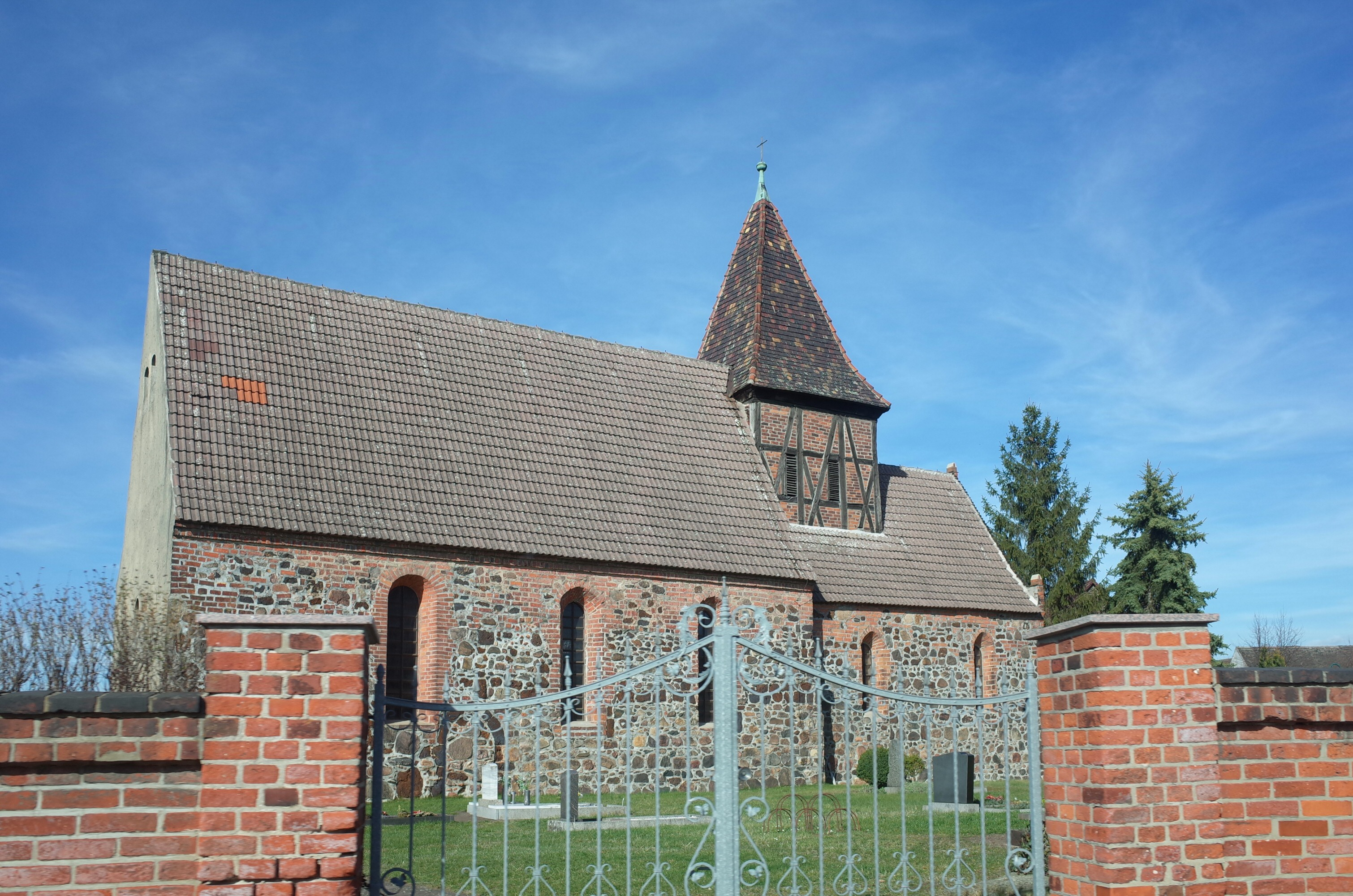
Evangelische Kirche in Schleesen

Schleesen ist ein Ortsteil der Stadt Kemberg im Landkreis Wittenberg in Sachsen-Anhalt.

## Geografie
Schleesen liegt etwa 15 km südwestlich von Lutherstadt Wittenberg am Rande des Biosphärenreservats Mittelelbe und der Dübener Heide. Als Ortsteile der ehemaligen Gemeinde waren Naderkau und Bräunigk ausgewiesen.

## Geschichte
Am 12. Dezember 1200 wurde Schleesen als Selezne in einer Urkunde des Wörlitzer Klosters erstmals urkundlich erwähnt. Um 1250 wurde die Kirche in ihren Grundfesten errichtet.
Gegen Ende des Zweiten Weltkrieges fand im Wald zwischen Naderkau und Schleesen ein Massaker der Waffen-SS statt, bei dem willkürlich 14 sowjetische Zwangsarbeiter aus dem benachbarten Radis sowie ihr deutscher Dolmetscher, der Lehrer Bruno Spisper, erschossen wurden. Eine 1961 errichtete Gedenkstätte am Ort des Verbrechens erinnert daran.
Am 1. Juli 1950 wurde die bis dahin eigenständige Gemeinde Naderkau eingegliedert.
Am 1. Januar 2010 wurde die bis dahin selbstständige Gemeinde Schleesen zusammen mit den Gemeinden Dabrun, Eutzsch, Rackith, Radis, Rotta, Selbitz, Uthausen und Wartenburg in die Stadt Kemberg eingemeindet. Gleichzeitig wurde die Verwaltungsgemeinschaft Kemberg, zu der Schleesen gehörte, aufgelöst.

## Kultur und Sehenswürdigkeiten

### Regelmäßige Veranstaltungen
Das Rosenfest wird seit 1972 jährlich am dritten Juliwochenende veranstaltet.

## Wirtschaft und Infrastruktur

### Verkehr
Schleesen liegt an der Landesstraße L 132 von Oranienbaum nach Radis und an der Kreisstraße K2040 von Selbitz nach Schleesen. Zur Bundesstraße 107 die Gräfenhainichen und Coswig verbindet sind es ca. 6 km. Zur Bundesstraße 100 die Gräfenhainichen und Wittenberg verbindet sind es ca. 5 km. Der Autobahnanschluss (A 9) Dessau-Ost ist ca. 12 km entfernt.
Der nächste Bahnhof befindet sich in Radis (Bahnlinie Wittenberg–Bitterfeld). Bis 1955 verband eine Grubenbahnlinie Bergwitz mit dem Kraftwerk Zschornewitz. Diese Bahnlinie verlief südöstlich der Gemeinde. Hier befand sich auch eine Verladestation. Teile des aufgegebenen Bahndammes wurden später als Erschließungsstraße für den Braunkohlentagebau Golpa-Nord genutzt.

## Persönlichkeiten
- Richard Bartmuß (1859–1910), deutscher Komponist
- Gottfried Fähse (1764–1831), klassischer Philologe und Pädagoge
- Moritz Karl August Axt (1801–1862), Pädagoge und Altphilologe